# Чертомлыкская Сечь

Место Чертомлыцкой сечи. 50-е годы XX века

Чертомлыкская Сечь (укр. Чортомлицька Січ) — сечь запорожских казаков на берегу реки Чертомлык — рукава Днепра в 1652—1709 годах.

Герб

Чертомлыкская сечь основана в 1652 году казаками во главе с кошевым атаманом Фёдором Лютаем. Просуществовала до 25 мая 1709 года. Столицей сечи был остров Чертомлык. Известными кошевыми атаманами были Иван Серко, Кость Гордиенко. В сечи была церковь Покрова Пресвятой Богородицы.

## История
По условиям Андрусовского перемирия в 1667 году Чертомлыкская сечь подчинялась и Речи Посполитой и Русскому царству, а в 1686 году окончательно перешла во власть Русского царства.
Во время правления Богдана Хмельницкого Чертомлыкская сечь охраняла южные границы войска запорожского . Запорожские казаки Чертомлыкской сечи принимали участие в походах, отличись в битве под Жванцем и в битве под Городком. В период с 1680 по 1698 годах запорожские казаки принимали участие в походах Российской Армии на Крым и в Азовско-Днепровских походах.
В 1709 году Чертомлыкская сечь во главе с Костем Гордиенко поддержала гетмана Ивана Мазепу, несколько тысяч запорожских казаков перешли на сторону шведского короля Карла XII. За это Пётр I штурмом завоевал Чертомлыкскую сечь, однако бежавшие казаки в этом же году основали Каменскую Сечь.